# مترو ۲۰۳۳
مترو ۲۰۳۳ (به انگلیسی: Metro 2033) به (به روسی: Метро ۲۰۳۳) یک بازی اول شخص اکشن ماجرایی در ژانر ترسناک است که بر اساس رمان مترو ۲۰۳۳ نویسنده Dmitry Glukhovsky نوشته شده‌است.
این بازی توسط
۴ای-گیمز در سال ۲۰۱۰ در اوکراین ساخته شد و در ماه مارس سال ۲۰۱۰ برای مایکروسافت ویندوز و ایکس‌باکس ۳۶۰ منتشر شد. در ادامه پروژه هماهنگ‌سازی با کنسول پلی‌استیشن ۳ طرح‌ریزی شد که پس از مدتی به‌طور کامل لغو شد.
در سال ۲۰۰۶، ۴ای-گیمز تصمیم به ساخت این بازی گرفت و در سال ۲۰۰۹ با انتشار یک پیش نمایش آن را رونمایی کرد. جهت بازارگرمی، THQ اعلام کرد که کلیه افرادی که صفحه مترو ۲۰۳۳ را در فیسبوک لایک کنند تا تاریخ ۱۷ دسامبر ۲۰۱۲ میلادی، مجاز به دریافت نسخه مجانی خواهند بود.

## خصوصیات
داستان بازی در یک آخر زمان در مسکو اتفاق می‌افتد؛ که بیشتر زمان بازی در محیط ترسناک و زیر زمین‌های مترو شهری اتفاق می‌افتد؛ البته در معدود دفعاتی شخصیت به روی زمین هم قدم می‌گذارد. تنوع سلاح در مترو ۲۰۳۳ زیاد است و ترکیبی از سلاح‌های واقعی و ساختگی در دسترس می‌باشد. مبارزات بین شخصیت اصلی و موجودات جهش یافته‌است و گهگاه مبارزه انسان با انسان هم مشاهده می‌شود. جهش یافتگان سلاح گرم و سرد ندارند و به صورت فیزیکی و حیوان وار حمله و از هجوم سریع استفاده می‌کنند. در حین مبارزه انسان و انسان، سلاح‌های متنوعی در دسترس می‌باشد و از ویژگی‌های این بازی می‌توان به نشانگر آسیب دیدگی اشاره کرد که بعد از آسیب دیدن به آرامی زیاد می‌شود و حتی می‌توان روند آن را با استفاده از یک جعبه کمک‌های اولیه تسریع کرد و سریعاً سلامتی را تکمیل کرد در غیر اینصورت بیست ثانیه طول می‌کشد تا نشانگر سلامتی پر شود.
در این بازی در کوره راه‌های مترو شهری روسیه، مهمات اسلحه بسیار کمیاب هستند و در این بین می‌توان از مهمات ساخته شده توسط افراد زیرزمینی استفاده کرد که از مهمات کارخانه‌ای قدرت کمتری دارند. همچنین کمبود مهمات، مهارت بیشتر پلیر را می‌طلبد و پلیر باید مهمات و نیازهایش را یا خریداری کند یا از اجساد و اتاق‌ها و اماکن متروک بدست آورد.
در این بازی حالت دید در شب و ماسک ضد شیمیایی تعبیه شده‌است.

## داستان
داستان در سال ۲۰۳۳ رخ می‌دهد، در سال ۲۰۱۳ روسیه مورد حملات هسته ای به دلیل وقوع جنگ جهانی قرار گرفته و در اثر پرتوهای رادیو اکتیو انسان‌ها و حیوانات زیادی دچار جهش ژنتیکی انجام می‌شوند. در این بین بازماندگان برای در امان ماندن آلودگی های هسته ای به زیر زمین‌ها و متروها پناه می‌برند و بیست سال را به سختی در مترو سپری می‌کنند.
بیست سال بعد از حادثه در سال ۲۰۳۳ فردی به نام آرتیوم که در همین مترو متولد شده بود داستان را آغاز می‌کند و توانایی مبارزه با جهش یافتگان را از یک فرد خبره که شکارچی موجودات مرموز مترو در طی این چند سال است، می‌آموزد. شکارچی به او می‌گوید که اگر برنگشت، آرتیوم باید به شهر برود و کمک پیدا کند. حالا او باید به انبارهای مهمات شوروی سابق برود. مکانی که پر از موجودات جهش یافته می‌باشد. در اولین شهر او با سرهنگ میلر آشنا می‌شود. میلر می‌گوید که از یک پایگاه نظامی زیر زمینی متعلق به شوروی سابق (D6) با خبر است که می‌تواند در از خلاص کردن بازماندگان از آن‌ها استفاده کنند. از این رو آرتیوم، میلر و چندی دیگر هم پیمان می‌شوند که آن پایگاه نظامی را در دست بگیرند. آرتیوم یک سیستم لیزری را بر فراز برج رادیویی نصب می‌کند بعد از نصب این سامانه آرتیوم دچار دودلی می‌شود و بر سر دو راهی قرار می‌گیرد. راه اول این است که همه موجودات موسوم به DARK ONE ها را نابود کند. راه دوم این است که آرتیوم سامانه موشکی را تخریب کند.

## نسخه دوم
نسخه دوم این بازی در همین راستا شکل می‌گیرد و نام آن Metro: Last Light می‌باشد. این نسخه به مترو ۲۰۳۴ معروف است؛ حاکی از آن است که ماجرا در سال مذکور رخ می‌دهد.